# Circondario di Perugia
Il circondario di Perugia era uno dei circondari in cui era suddivisa l'omonima provincia.

## Storia
Con l'Unità d'Italia (1861) la suddivisione in province e circondari stabilita dal Decreto Rattazzi fu estesa all'intera Penisola. Il circondario di Perugia fu creato come suddivisione dell'omonima provincia.
Il circondario di Perugia fu abolito, come tutti i circondari italiani, nel 1927, nell'ambito della riorganizzazione della struttura statale voluta dal regime fascista.

## Suddivisione
Nel 1863, la composizione del circondario era la seguente:
- mandamento I di Perugia (Mezzogiorno)
  - comuni di Perugia (in parte); Deruta; Marsciano
- mandamento II di Perugia (Settentrione)
  - comuni di Perugia (in parte); Bastia; Bettona; Corciano; Torgiano; Valfabrica
- mandamento III di Castiglione del Lago
  - comuni di Castiglione del Lago; Panicale
- mandamento IV di Città di Castello
  - comuni di Citerna; Città di Castello; San Giustino
- mandamento V di Gubbio
  - comuni di Costacciaro; Gubbio; Pascelupo; Scheggia
- mandamento VI di Magione
  - comuni di Lisciano; Magione; Passignano; Tuoro
- mandamento VII di Todi
  - comuni di Collazzone; Fratta Todina; Massa Martana; Montecastello di Vibio; Todi
- mandamento VIII di Umbertide
  - comuni di Montone; Pietralunga; Umbertide